# 川合宗見
川合 宗見（かわい むねみ）は、江戸時代中期の姫路藩家老。

## 生涯
享保18年（1733年）、前橋藩酒井家家老川合定恒の次男として生まれる。
寛延2年（1749年）、幕閣への工作により、酒井家が姫路に転封となる。父定恒はこの転封工作に猛反対していたが、藩主忠恭の命で転封の事務を取り仕切る。寛延4年7月10日、父定恒が、転封工作を行った家老本多光彬、用人犬塚又内を自邸に招き殺害して自害する。川合家は断絶となり、宗見は、母や祖母と共に叔父松下高通に預けられ、五十人扶持が給された。同年8月、兄定連が新知500石で召し出され家老格となるも、病を理由に退進してしまう。
宝暦5年（1755年）、宗見が三十人扶持で召し出され書院番となり、川合家の家名再興が叶った。宝暦12年（1762年）1月、新知200石を賜り小姓番となる。
明和4年（1767年）9月、100石の加増を受け番頭となる。明和6年（1769年）2月、芸事奉行、明和7年（1770年）5月、100石加増、明和9年（1772年）1月、年寄役、安永4年（1775年）12月、加増200石、
安永6年（1777年）7月、城代を兼務することなり、安永7年（1778年）、400石の加増を受け父の旧禄1000石を回復し、家老となる。
天明7年（1787年）6月12日、死去。享年55。家督は嫡男定一（道臣）が相続した。